# Yakutia Airlines
Yakutia Airlines (russe : Авиакомпания „Якутия“ – Aviakompaniya “Yakutiya” « Air Company « Yakutia » ») est une compagnie aérienne basée à Iakoutsk, en Russie. Elle propose des vols intérieurs réguliers, ainsi que des vols charters vers l'Europe, depuis son hub de l'Aéroport de Iakoutsk et de l'Aéroport international de Vnoukovo.
La compagnie figure depuis 2022 sur la liste des compagnies aériennes interdites d'exploitation dans l'Union européenne.

## Histoire
La compagnie aérienne est fondée sous le nom Sakha Avia, l'ancienne filiale de Iakoutsk d'Aeroflot, qui portait avant le nom de Yakutaviatrans. Elle proposait également des vols charters vers l'Afrique, l'Asie, l'Europe et le Moyen-Orient, avant sa faillite en 1999. Elle est sauvée par le gouvernement régional, et fusionne en 2002 avec Yakutavia, pour prendre alors le nom de Yakutia Airlines

## Destinations
En mars 2015, Yakutia Airlines proposait plus de 55 destinations,

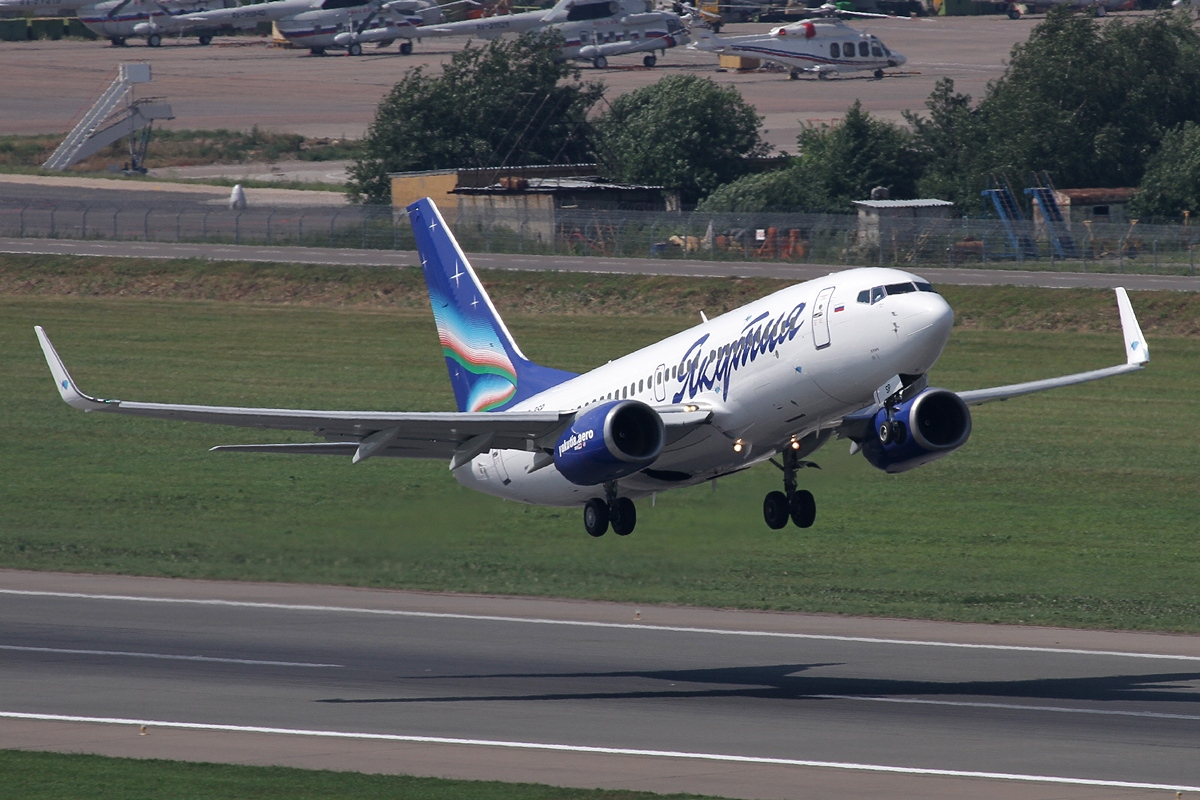
Boeing 737-7L9 de Yakutia Airlines au décollage

## Flotte

### Flotte actuelle

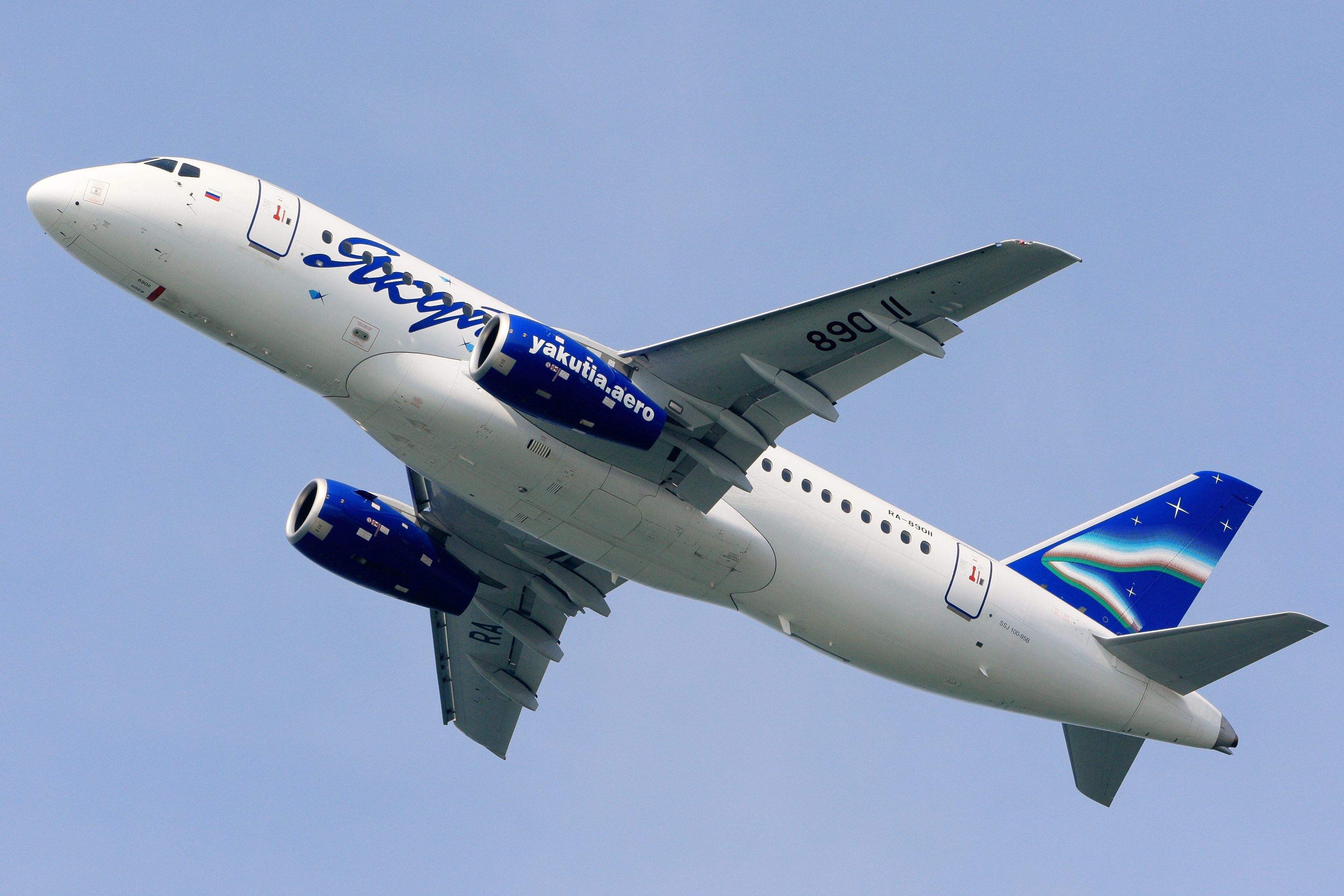
Sukhoi Superjet 100

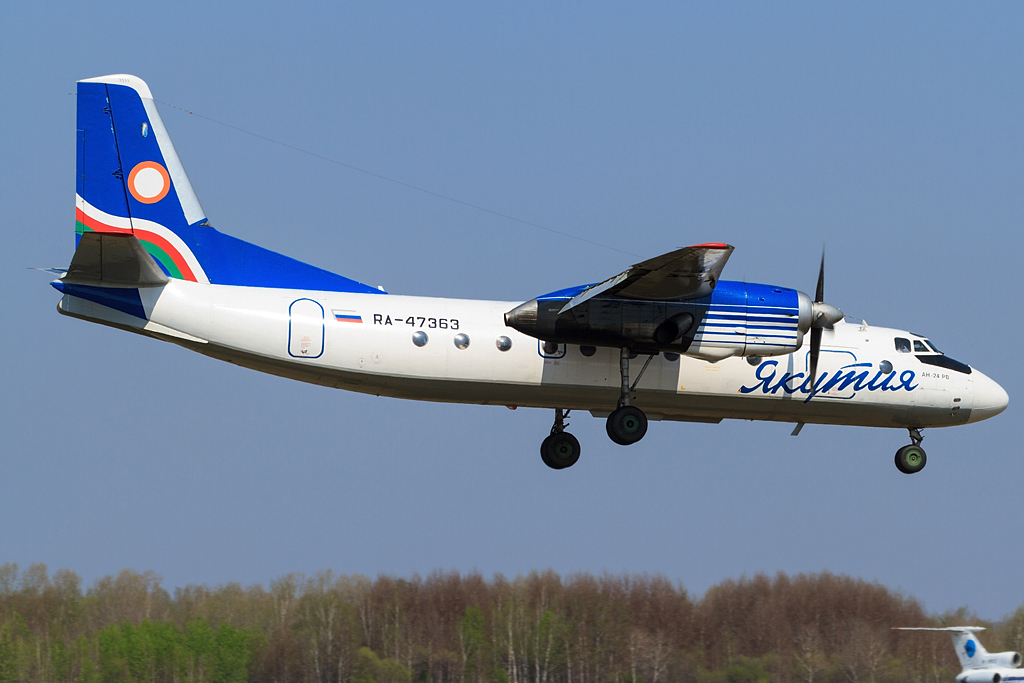
Antonov An-24 de Yakutia Airlines

En novembre 2020, la flotte de Yakutia Airlines comprend les appareils suivants :

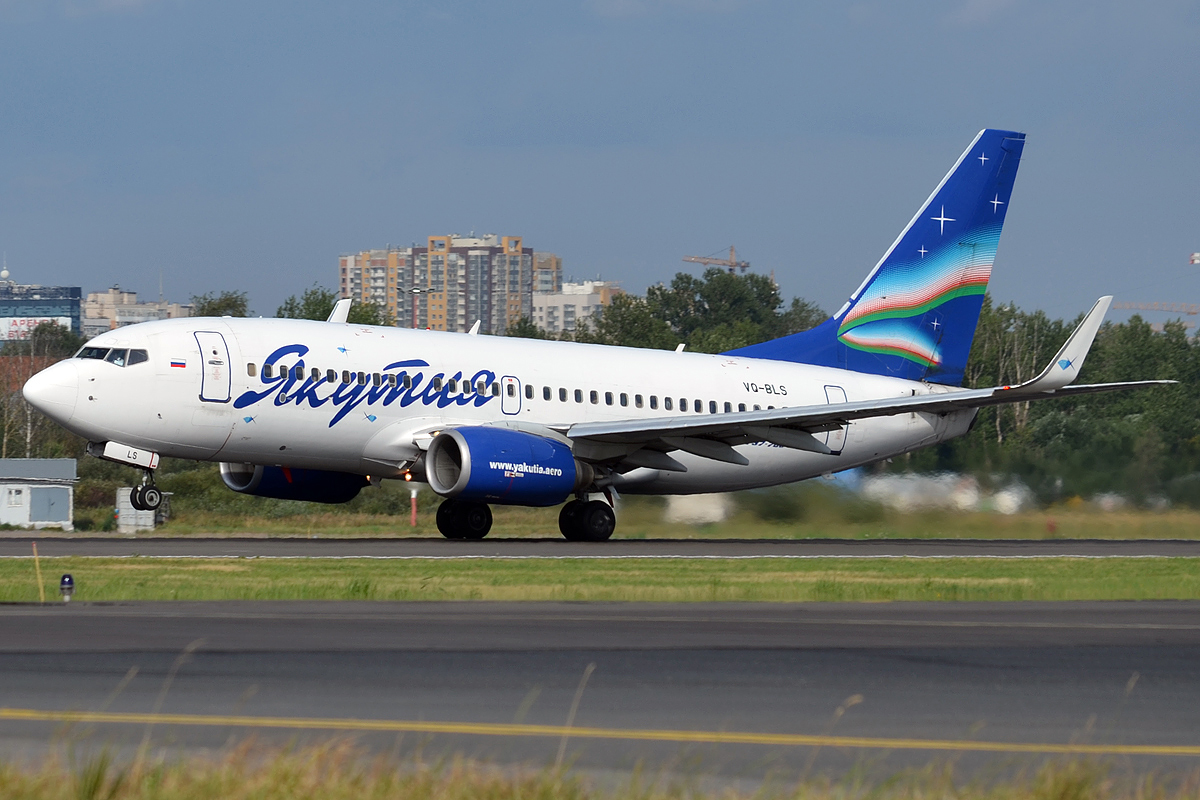
Yakutia Airlines, VQ-BLS, Boeing 737-76Q
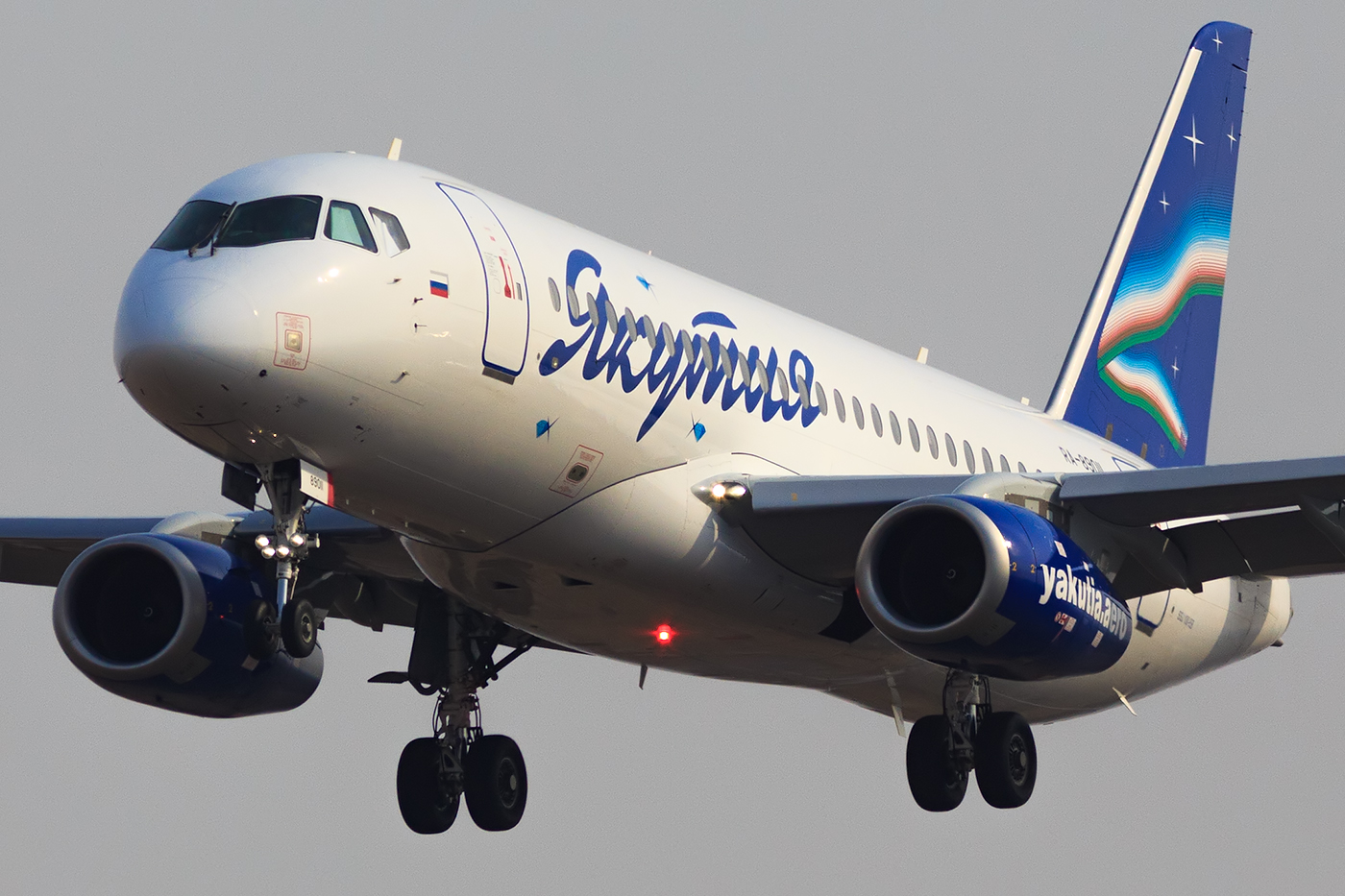
Un Sukhoi Superjet 100 atterrissant à l'aéroport de Vladivostok
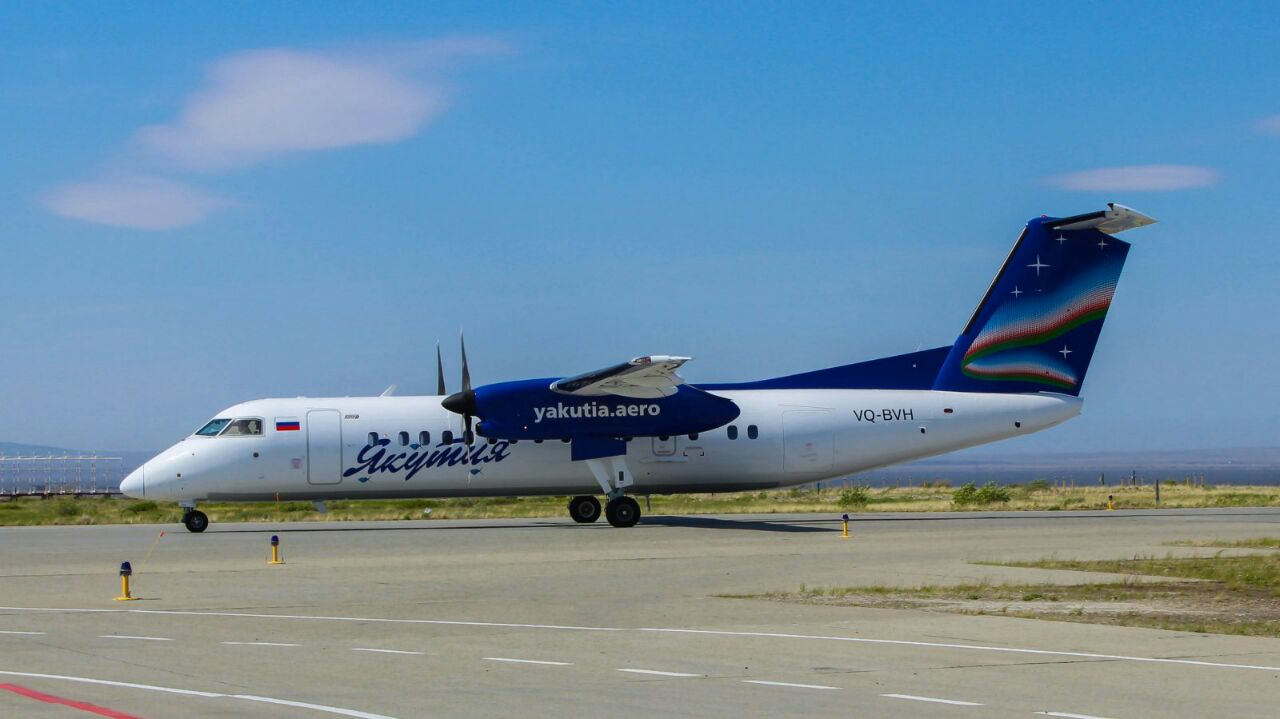
Dash 8-Q300
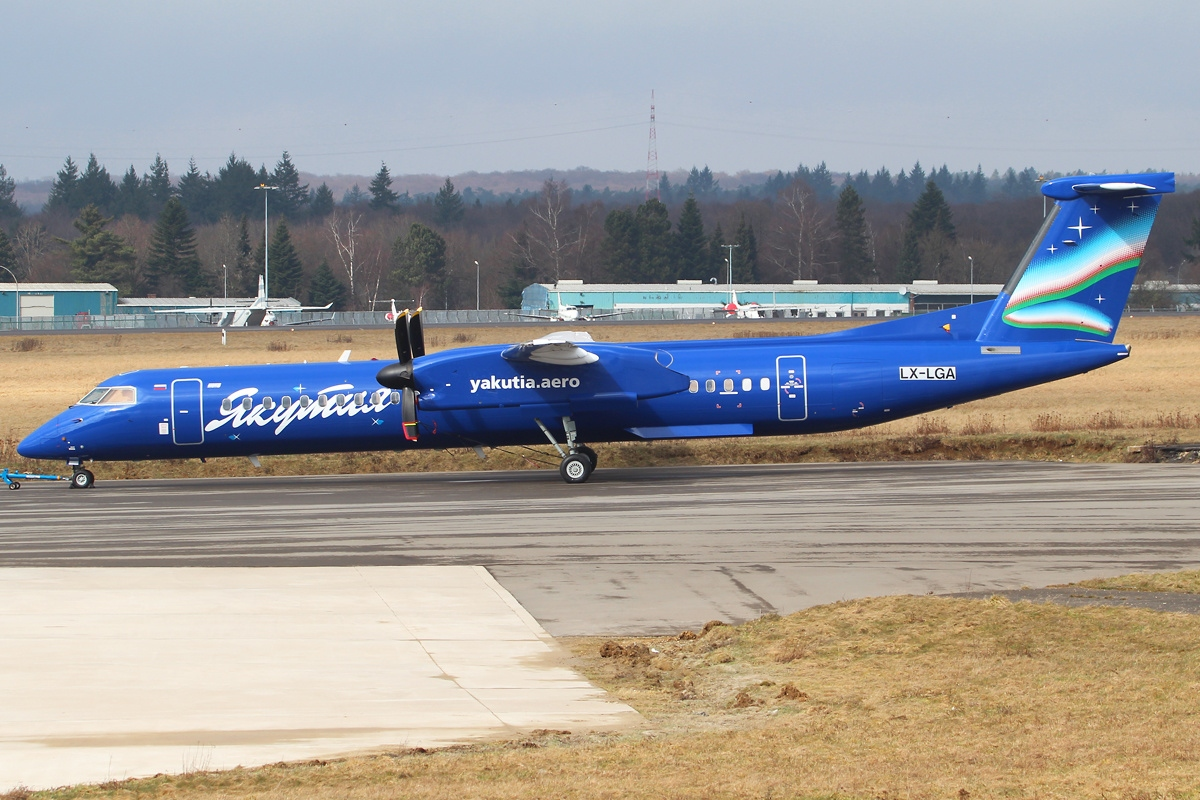
De Havilland Canada DHC-8-402Q arborant une livrée spéciale

### Ancienne flotte
Yakutia Airlines a exploité par le passé les appareils suivants ;
| Type d'appareil    | Année d'introduction | Année de sortie | Remarques            |
| ------------------ | -------------------- | --------------- | -------------------- |
| Antonov An-26      | 2002                 | 2012            | Avions cargo         |
| Antonov An-140-100 | 2010                 | 2015            | Actuellement stockés |
| Boeing 757-200     | 2009                 | 2015            |                      |
| Boeing 757-200APF  | 2011                 | 2015            |                      |
| Tupolev Tu-154M    | 2002                 | 2014            |                      |

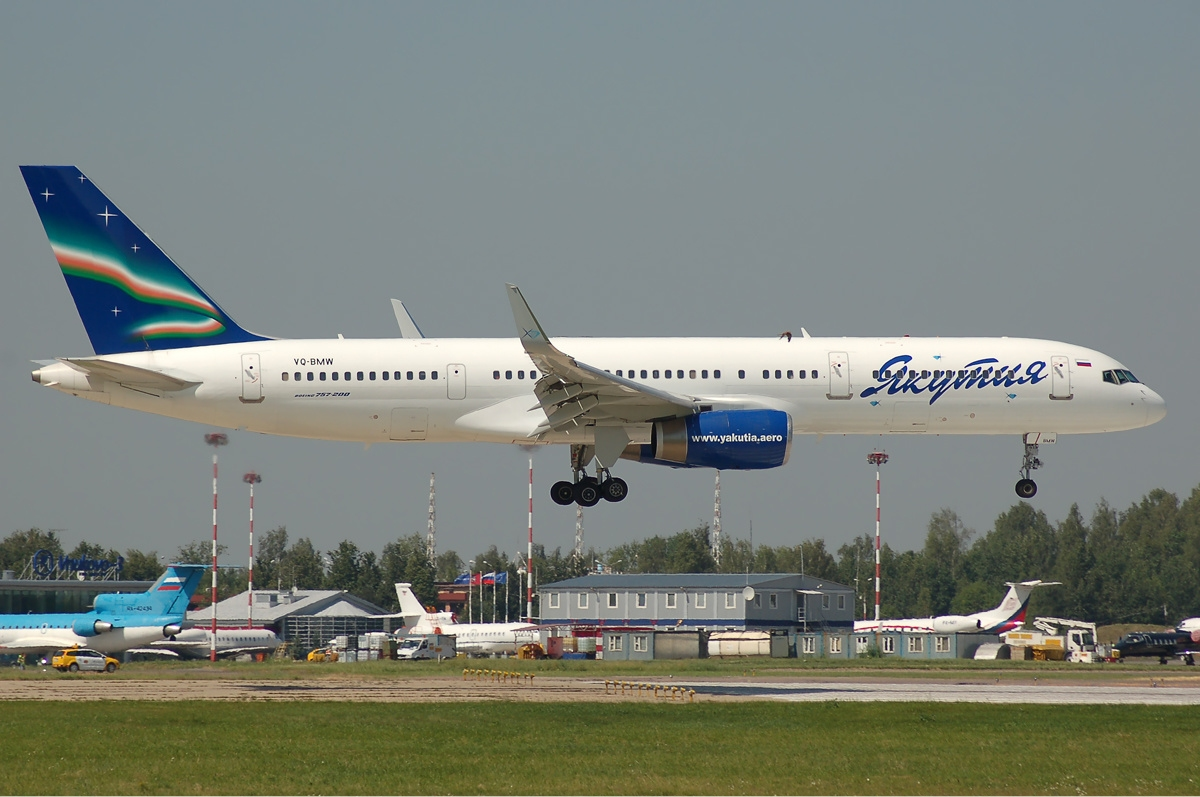
Boeing 757 à l'Aéroport international de Vnoukovo en 2010
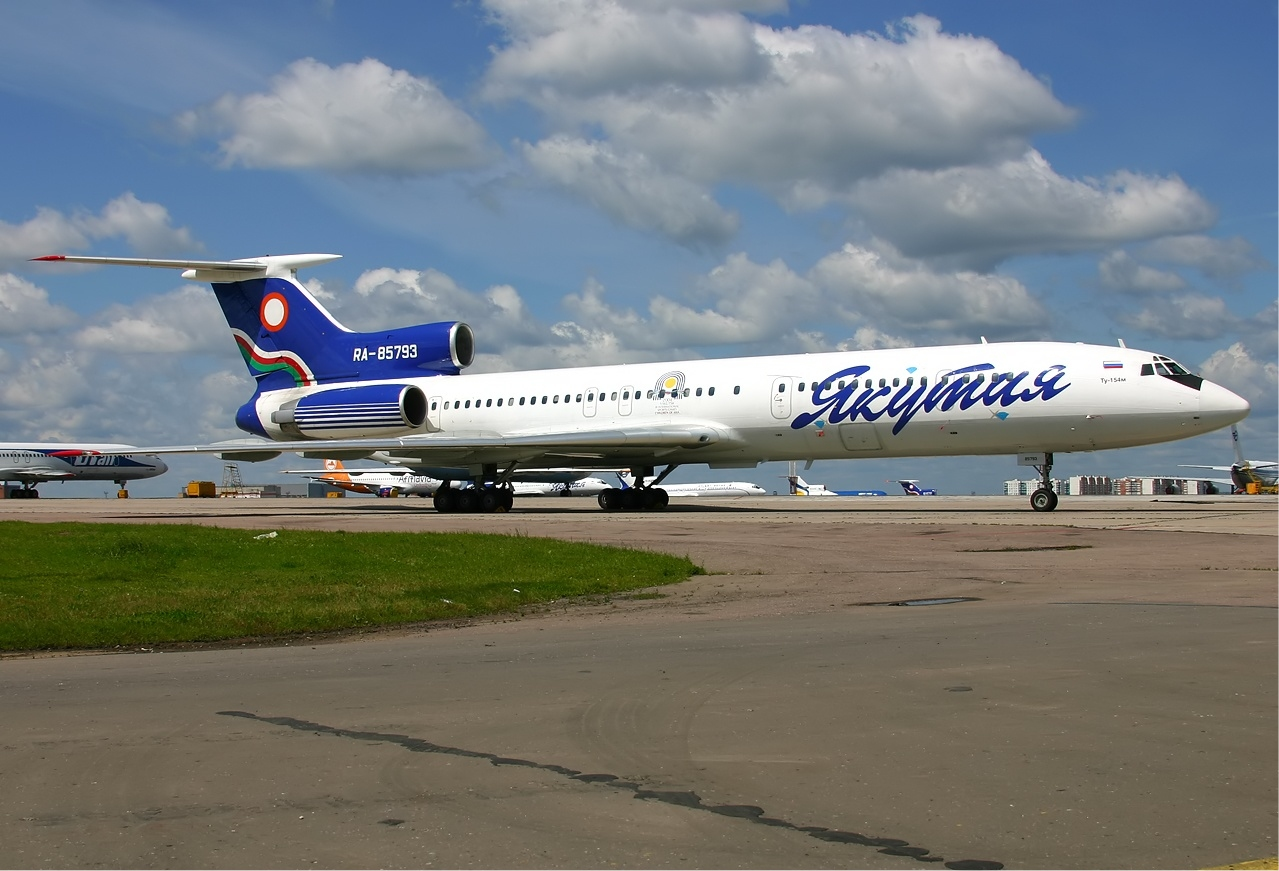
Tupolev Tu-154M
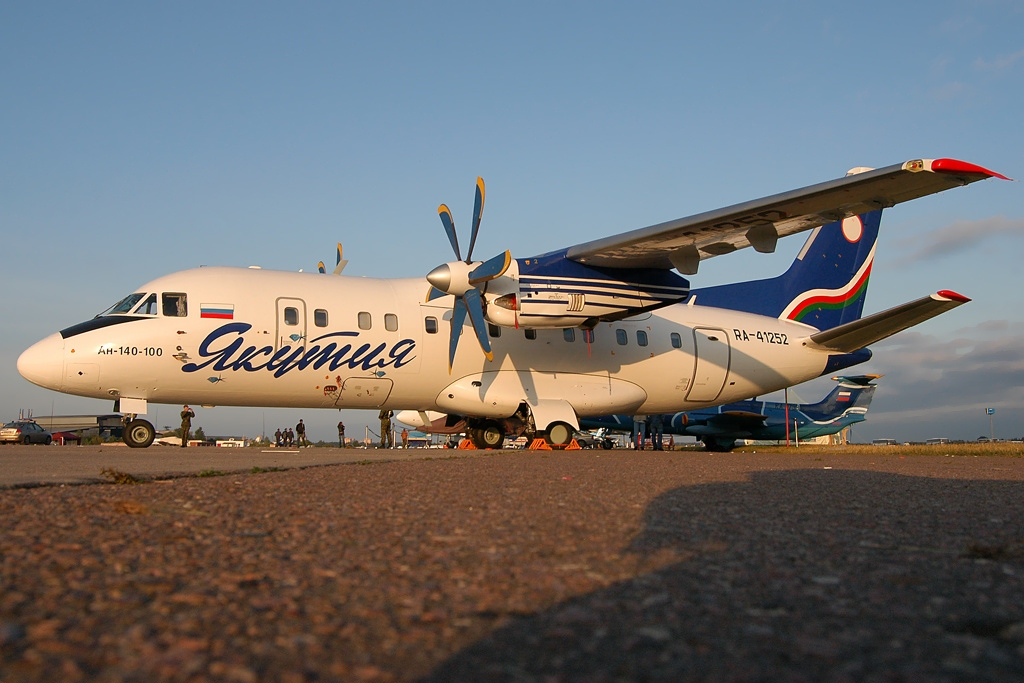
Antonov An-140-100
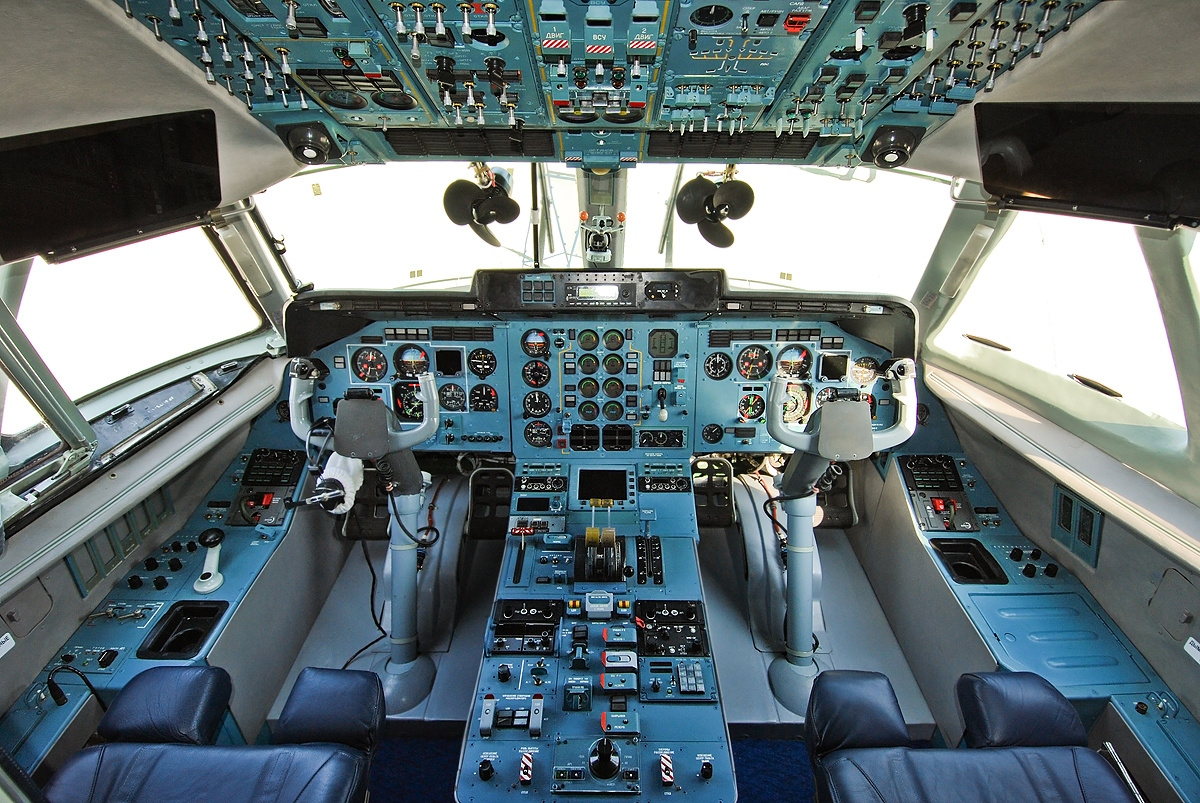
Cockpit d'un Antonov An-140-100
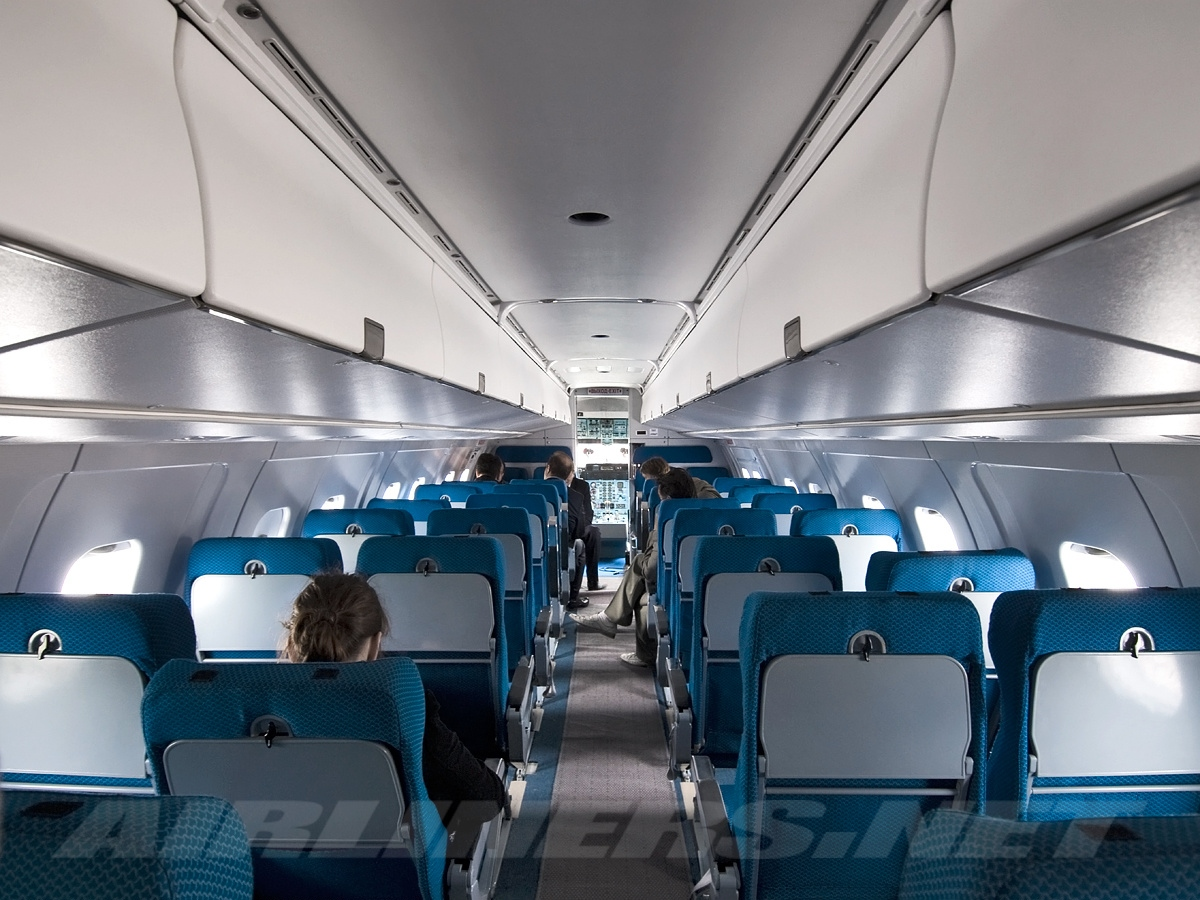
Cabine de l'Antonov An-140-100